# FM (pel·lícula)
FM és una pel·lícula de comèdia dramàtica estatunidenca del 1978 sobre conflictes interns en una estació de ràdio de FM dirigida per John A. Alonzo i protagonitzada per Michael Brandon, Eileen Brennan, Alex Karras, Cleavon Little, Martin Mull i Cassie Yates. El guió va ser escrit per Ezra Sacks.
La pel·lícula va ser produïda per Universal Pictures i es va estrenar originalment als cinemes a la primavera de 1978. La pel·lícula va tenir un mal rendiment a la taquilla, però la seva banda sonora va obtenir un disc certificat de platí, que va vendre més d’un milió de discs.

## Argument
El director del programa Q-SKY i DJ matinal Jeff Dugan crea una gran base de fans reunint un grup de personalitats carismàtiques en directe que toquen rock and roll popular. Aviat descobreix que la direcció corporativa espera que Jeff utilitzi la posició de l'estació a la part superior de les qualificacions per vendre més temps publicitari, i ho fa amb l'ajuda d'un director de vendes recentment contractat.
El nou director de vendes, Regis Lamar, li presenta l'oportunitat de fer publicitat a l’Exèrcit dels EUA utilitzant una sèrie d'anuncis de ràdio cursis. Quan Jeff es nega a avalar el contracte, Regis porta el tema a la direcció superior. Llavors, Jeff rep l'ordre de publicar els anuncis tal com els proporciona l'exèrcit i segons el calendari especificat al contracte publicitari. En lloc de complir, Jeff deixa la seva feina. Tots els discjòqueis restants decideixen prendre el control de l'estació en un bloqueig/assentament/protesta. Aconsegueixen que els oients es reuneixin al carrer davant de l'estació com una mena de protesta mentre els DJs toquen música sense cap anunci.
Jeff Dugan es desperta i escolta que els DJ prenen el control de l'estació. La multitud ja és present quan arriba a l'estació. Els discjòqueis l'aixequen al segon pis amb una mànega contra incendis, ja que ja han barrat les portes d'entrada. El tancament només dura fins que la policia rep una ordre judicial per retirar el personal. Una grua arrenca les portes d'entrada i la policia entra a l'edifici. Els DJ s'enfronten fent servir una mànega de foc i llançant cintes i altres objectes d'oficina a la policia.
La batalla es resol quan Dugan es troba lluitant contra un policia fora d'un voladís. Jeff salva el policia de la caiguda i decideix que barallar-se és el que cal fer. Calma el públic i anuncia que surten els DJ. Desconegut per a ell, el propietari de l'empresa, Carl Billings, ha vist des de la multitud com es desenvolupaven els esdeveniments. Billings insisteix que els DJ es queden a l'estació, acomiada el seu personal directiu responsable del conflicte publicitari i després s'uneix als DJ dins de l'estació.

## Repartiment
- Michael Brandon com a Jeff Dugan
- Eileen Brennan com a mare
- Alex Karras com a Doc (Holiday)
- Cleavon Little com a príncep de la foscor
- Martin Mull com a Eric Swan
- Cassie Yates com a Laura Coe
- Norman Lloyd com a Carl Billings
- Jay Fenichel com a Bobby Douglas
- James Keach com el tinent Reach
- Joe Smith com Albert Driscoll
- Tom Tarpey com a Regis Lamar
- Robert Patten com a Jack Rapp
- Linda Ronstadt com ella mateixa
- Jimmy Buffett com ell mateix
- Tom Petty com ell mateix
- REO Speedwagon com ells mateixos

## Producció
La història es desenvolupa en un rerefons de concerts, música emesa, aparicions de diverses estrelles del rock i aparicions públiques dels DJ de l'emissora. Un subtema menor de la pel·lícula és la competència entre QSKY i una altra emissora de ràdio de la zona, KLAX. L'esdeveniment principal d'aquest subtema es produeix quan Jeff disposa d'emetre un concert en directe de Linda Ronstadt que està patrocinat per una emissora de ràdio competidora. Un altre subtema menor és la tasca contínua de fer massatges als egos dels diferents DJs per mantenir-los feliços i a l'aire.
Martin Mull apareix al seu debut al llargmetratge com un DJ egocèntric Eric Swan. Completa el repartiment Cleavon Little, que interpreta el Príncep de la foscor, l'amfitrió nocturn de QSKY (Little havia interpretat prèviament a un disc jockey a la pel·lícula Vanishing Point) (1971)); Eileen Brennan com "Mother", la DJ nocturna d'uns 40 anys; Alex Karras com a "Doc Holiday", el DJ del migdia amb les qualificacions més baixes de l'estació que finalment és acomiadat de l'estació; Cassie Yates com a Laura Coe, que es fa càrrec del lloc de migdia de Doc; i Tom Tarpey com el nou gerent de vendes Regis Lamar, el mal de l'existència dels discjòqueis. A més, la pel·lícula inclou aparicions en directe de Tom Petty i REO Speedwagon juntament amb actuacions en directe de Linda Ronstadt i Jimmy Buffett. Steely Dan va interpretar el tema del títol, que es va convertir en un èxit considerable. The Eagles, James Taylor, Bob Seger, Dan Fogelberg, Billy Joel i Queen van aparèixer a l'àlbum de la banda sonora Platinum-plus.
L'executiu de la companyia discogràfica Irving Azoff va participar en la realització de la pel·lícula com a productor executiu, però la va desautoritzar abans de l'estrena i va demanar que el seu nom fos eliminat dels crèdits, una petició que Universal va concedir. Azoff va dir que la pel·lícula "no era una representació autèntica del negoci de la música" i que l'estudi va negar la seva promesa de permetre-li el control creatiu sobre això, especialment pel que fa a seleccions de música.

## Recepció
Janet Maslin de The New York Times va escriure que la pel·lícula "es converteix en una variació absurdament egoista dels temes dels anys 60" i que el problema central de la trama "és sens dubte únic, per a emissores de ràdio de rock d'arreu. Però el guió d'Ezra Sacks aconsegueix, prenent-se aquesta crisi tant, tant seriosament, i al final no prendre's-ho seriosament." Variety va anomenar la pel·lícula "l'equivalent modern de la pel·lícula dels diaris dels anys 30, tots els diàlegs trencats, esdeveniments peculiars i drama entre bastidors transposats a una emissora de ràdio rock dels anys 70. A diferència de clàssics com l'original Primera plana, tanmateix, aquest llançament Universal no arriba enlloc amb un conjunt d'elements argumentals potencialment fascinants." Gene Siskel de Chicago Tribune va donar a la pel·lícula 1,5 estrelles sobre 4 i va trobar "poques raons per preocupar-se" per la trama, ja que el director de vendes "és una caricatura que pertany a un programa de varietats de televisió" i els "deejays miserables... fan tot el possible per fer-te venir ganes de canviar d'emissora. Malauradament, no pots canviar d'emissora en una sala de cinema. Tot el que pots fer és marxar." Charles Champlin de Los Angeles Times la va declarar "Bastant Mediocre" i "una ximpleria tan claptrap que només els tendres en anys i fr ment suau són susceptibles de ser embelessats." Gary Arnold de The Washington Post va titllar la pel·lícula com "una intent poc profund de comèdia de despertar la gentada" que "colpejaa en virtut intel·ligent" i "intenta estar de moda de les pitjors maneres." John Pym de The Monthly Film Bulletin va escriure que la premissa central de la pel·lícula es basa sobre la idea "que les emissores de ràdio comercials i de música pop no es van crear principalment per generar ingressos publicitaris, i que les persones que posen els discos i l'ad-lib entre els jingles són herois populars, lliures de les exigències del món empresarial, membres d'aquella selecta raça cinematogràfica de professionals independents estatunidencs. El guió atenuat d'Ezra Sacks, que alterna episodis d'alegries jovials i moments d'autoindulgència malenconiosa, no reconeix les implicacions pràctiques d'aquesta premissa (és a dir, que, sense publicitat, aquests les emissores "creatives" estarien sense feina) i, en canvi, fa que el venedor de l'exèrcit sigui una figura de diversió ridículament exagerada i Regis Lamar un adulador home-sí."
La revista Rolling Stone considerava que la música estava molt esbiaixada cap als músics que havien estat gestionats per Irving Azoff, el cap de MCA Records en aquell moment.
La pel·lícula té una puntuació del 20% a Rottentomatoes basat en 10 ressenyesi no va tenir èxit a taquilla.
Alguns llibres de referència afirmen que la sitcom WKRP in Cincinnati es va basar en FM. La semblança física entre Michael Brandon i l'actor principal de WKRP Gary Sandy i el fet que els seus respectius personatges es basaven tots dos en el director de programació de KMET Captain Mikey haurien contribuït a aquesta especulació. Tanmateix, el creador de la sèrie WKRP Hugh Wilson afirma que la sitcom ja estava en desenvolupament quan va sortir la pel·lícula. També afirma que estava "mort de por" quan va sortir la pel·lícula, tement que eclipsés la sitcom de la CBS, que va debutar el setembre de 1978. Wilson es va sentir alleujat quan FM va sortir de les sales ràpidament.

## Banda sonora
Malgrat el mal rendiment de la pel·lícula a la taquilla, la banda sonora va vendre més d'1 milió de discos.Els enginyers Al Schmitt i Roger Nichols de "FM (No Static at All)" de Steely Dan van guanyar el 1979 els Premi Grammy a la Millor gravació dissenyada, no clàssica.